# Don Sharpe
Pour les articles homonymes, voir Sharpe.
Roy Donald "Don" Sharpe est un monteur son britannique né le 4 juillet 1929 et mort le 13 novembre 2004 à Hillingdon (Angleterre).

## Filmographie (sélection)
- 1959 : Les 39 Marches (The 39 Steps) de Ralph Thomas
- 1963 : Lancelot chevalier de la reine (Lancelot and Guinevere) de Cornel Wilde
- 1966 : Khartoum de Basil Dearden
- 1968 : La Grande Catherine (Great Catherine) de Gordon Flemyng
- 1968 : Prudence et la pilule (Prudence and the Pill) de Fielder Cook et Ronald Neame
- 1969 : Anne des mille jours (Anne of the Thousand Days) de Charles Jarrott
- 1971 : Marie Stuart, Reine d'Écosse (Mary, Queen of Scots) de Charles Jarrott
- 1972 : Le Limier (Sleuth) de Joseph L. Mankiewicz
- 1973 : Les Trois Mousquetaires (The Three Musketeers) de Richard Lester
- 1974 : On l'appelait Milady (The Four Musketeers: Milady's Revenge) de Richard Lester
- 1975 : Le Sixième Continent (The Land That Time Forgot) de Kevin Connor
- 1976 : La Rose et la Flèche (Robin and Marian) de Richard Lester
- 1979 : Cuba de Richard Lester
- 1980 : Superman 2 de Richard Lester
- 1981 : La Maîtresse du lieutenant français (The French Lieutenant's Woman) de Karel Reisz
- 1981 : Le Loup-garou de Londres (An American Werewolf in London) de John Landis
- 1983 : Superman 3 de Richard Lester
- 1984 : Sheena, reine de la jungle (Sheena) de John Guillermin
- 1986 : Aliens, le retour (Aliens) de James Cameron
- 1986 : Clockwise de Christopher Morahan
- 1987 : Suspect dangereux (Suspect) de Peter Yates
- 1988 : Gorilles dans la brume (Gorillas in the Mist: The Story of Dian Fossey) de Michael Apted
- 1988 : Une femme en péril (The House on Carroll Street) de Peter Yates
- 1989 : Batman de Tim Burton
- 1990 : Un thé au Sahara (The Sheltering Sky) de Bernardo Bertolucci
- 1991 : Robin des Bois (Robin Hood) de John Irvin
- 1997 : Les Années rebelles (Inventing the Abbotts) de Pat O'Connor

## Distinctions

### Récompenses
- Oscars 1987 : Oscar du meilleur montage de son pour Aliens, le retour
- BAFTA 1982 : British Academy Film Award du meilleur son pour La Maîtresse du lieutenant français

### Nominations
- British Academy Film Award du meilleur son
  - en 1987 pour Aliens, le retour
  - en 1990 pour Batman